# Barclay-Vesey Building
 (mars 2023).
Si vous disposez d'ouvrages ou d'articles de référence ou si vous connaissez des sites web de qualité traitant du thème abordé ici, merci de compléter l'article en donnant les références utiles à sa vérifiabilité et en les liant à la section « Notes et références ».
Le Barclay-Vesey Building est un gratte-ciel de 150 m de hauteur construit à New York en 1926. Cet immeuble de 32 étages de style Art déco est la première réalisation effective de l'architecte Ralph Walker du cabinet Voorhees, Gmelin and Walker. C'est l'un des premiers gratte-ciels construits dans ce style. Il jouxtait le World Trade Center.
Ce fut longtemps le siège social de New York Telephone et de son successeur, Verizon Communications. Cet édifice subit d'importants dommages lors des attentats du 11 septembre 2001. Les travaux de réparation du gratte-ciel et des rues alentour ont pris trois ans et coûté 1,4 milliard de dollars. Une partie de l'immeuble a été convertie en appartements en 2016.
Le Verizon Building forme une masse imposante adossée à des tours faisant contreforts, avec des étages en redans. Il fut à sa construction généralement loué par la critique, tout à la fois pour le parti-pris général et le symbolisme. Il a été classé au National Register of Historic Places en 2009, ses façades et les espaces intérieurs du premier étage sont protégés par la Commission de conservation des monuments de la ville de New York depuis 1991.